# 者來寨人
者來寨人，是中華人民共和國甘肅省永昌縣境內的者來寨居民，因古羅馬第一軍團失蹤之謎而身名大噪，而曾經被認為是羅馬人的中國未識別民族。
者來寨被稱爲“黃毛部落”，人口400餘人，其中有200餘人具有歐洲人的相貌特徵。身材矮小，膚色深紅，鼻樑高聳，眼睛深陷，毛髮棕色彎曲，具有明顯的歐洲人相貌特徵。

## DNA鉴定
通过对当地人的遗传鉴定后，发现大部分和罗马人没有太大关系。